# 라디오 로시

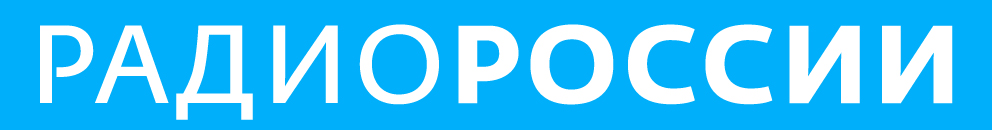

라디오 로시(러시아어: Радио России, Radio Rossii)는 러시아의 라디오 방송국의 하나로 전러시아 국립 텔레비전 및 라디오 회사에서 운영하고 있다. 정보 및 사회,정치,음악,문학,드라마,과학 등의 다양한 내용을 편성하고 있다.

## 개요
라디오 로시는 1990년 12월 10일에 첫 방송을 시작하였다. 1991년 8월에는 러시아에서 가장 오래된 방송인 라디오-1에서 주파수 및 프로그램을 할당받았다.
라디오 로시는 러시아 전역의 1100개 이상의 주파수로 방송되며, 일부 유럽에서도 청취할 수 있다. 모스크바 기준으로 중파 873kHz, FM 66.44MHz (OIRT) (CCIR:99) 에 방송되고 있다. 이전에는 장파 261kHz에도 방송되었으나 2014년 1월 9일에 장파 방송을 폐지하였다.
2006년 4월 1일에서는 FM 97.6MHz (모스크바)에도 방송을 하였다. 이 주파수는 2008년 2월 5일에 베스티 FM이란 별도의 채널로 분리되었다.

## 같이 보기
- 전러시아 국립 텔레비전 및 라디오 회사
- 라디오 쿨투라
- 라디오 마야크
- 라디오 유노스티
- 베스티 FM